# Dobrków
Dobrków – wieś w Polsce położona w województwie podkarpackim, w powiecie dębickim, w gminie Pilzno.
Wieś leży na wschodnim brzegu Wisłoki, na stokach wzgórz otaczających jej dolinę, na południe od drogi krajowej nr 94, przy lokalnej drodze prowadzącej do Jaworza Górnego i Dolnego.
Miejscowość jest siedzibą rzymskokatolickiej parafii Narodzenia Najświętszej Maryi Panny należącej do dekanatu Pilzno w diecezji tarnowskiej.
W latach 1975–1998 miejscowość administracyjnie należała do województwa tarnowskiego.

## Części wsi
| SIMC    | Nazwa       | Rodzaj    |
| ------- | ----------- | --------- |
| 0825769 | Dołek       | część wsi |
| 0825775 | Dół         | część wsi |
| 0825781 | Góra        | część wsi |
| 0825798 | Zwierzyniec | część wsi |

## Historia
Dobrków został założony w XIII wieku. W XIV wieku należał do posiadłości rodu Toporczyków, którego dwaj przedstawiciele, Borysław i Andrzej, uposażyli w 1358 roku miejscowy kościół i powstałą przy nim parafię, erygowaną w tym samym roku przez biskupa krakowskiego Jana Bodzantę.
Kolejni właściciele Dobrkowa, Koniecpolscy herbu Pobóg, związani z braćmi polskimi, wybudowali na miejscu pierwszego kościoła murowany, renesansowy zbór. Po śmierci Mikołaja Koniecpolskiego w 1587 roku jego żona Katarzyna z Czyżowskich i synowie, którzy przeszli na katolicyzm, przekształcili budynek zboru w kościół parafialny.
W 1824 w Dobrkowie urodził się Bronisław Trzaskowski.
Podczas rzezi galicyjskiej w 1846 roku chłopi zamordowali w Dobrkowie siedem osób, między innymi właścicielkę nieistniejącego już obecnie dworu, Pelagię Morską, dzierżawcę Przecławia Józefa Bobrownickiego, wikariusza Franciszka Goleckiego i gospodynię miejscowego proboszcza Sawicką, a także dwu ekonomów.
20 sierpnia 1944 Gestapo i Wehrmacht spacyfikowały wieś. W czasie akcji zamordowano 3 osoby, kilkanaście wywieziono do obozów koncentracyjnych. Reszta mieszkańców została wysiedlona, a wieś zrównana z ziemią.
W 1960 roku zabudowania wsi ucierpiały na skutek wiatru i gwałtownej burzy.

## Kościół Narodzenia Najświętszej Maryi Panny
Kościół parafialny Narodzenia Najświętszej Maryi Panny w Dobrkowie to zabytkowa murowano-drewniana świątynia, powstała z dobudowania w XVII wieku do dawnego zboru ariańskiego drewnianej nawy i wieży. Całość, znajdująca się na wzniesieniu w północno-wschodniej części miejscowości, otoczona jest starodrzewem lipowym i wraz z przykościelnym cmentarzem została 27 listopada 1979 roku wpisana do rejestru zabytków pod numerem A-196.
Obok kościoła znajduje się drewniany, obecnie niezamieszkany budynek dawnej plebanii z 1880 roku, zbudowany na planie prostokąta na wcześniejszym murowanym podpiwniczeniu, z przeszkloną werandą o trójkątnym szczycie.